# Novel·la bizantina
La novel·la bizantina és una novel·la que narra la vida de dos personatges enamorats que el destí i diversos perills separen fins al retrobament final. L'ambientació és exòtica i s'estructura en episodis, i esdevé així un gènere precursor de la novel·la d'aventures. Mostra influència de la literatura hel·lenística (d'on prové el nom) i de la novel·la cavalleresca, per la barreja d'amor i combats. La prosa és culta, d'imitació clàssica i amb abundància d'exemples morals. Va ser conreada especialment entre els segles xvi i xvii.

## Autors destacats
- Heliodor d'Emesa (fundador grec del gènere)
- Teodor Prodom (monjo)
- Eustaci (escriptor)
- Alonso Núñez de Reinoso
- Cervantes (amb el Persiles)